# Colombey-les-Belles
Colombey-les-Belles és un municipi francès situat al departament de Meurthe i Mosel·la i a la regió del Gran Est. L'any 2007 tenia 1.367 habitants.

## Demografia

### Població
El 2007 la població de fet de Colombey-les-Belles era de 1.367 persones. Hi havia 492 famílies, de les quals 106 eren unipersonals (61 homes vivint sols i 45 dones vivint soles), 154 parelles sense fills, 191 parelles amb fills i 41 famílies monoparentals amb fills.
La població ha evolucionat segons el següent gràfic:
Habitants censats

### Habitatges
El 2007 hi havia 541 habitatges, 494 eren l'habitatge principal de la família, 5 eren segones residències i 43 estaven desocupats. 453 eren cases i 87 eren apartaments. Dels 494 habitatges principals, 336 estaven ocupats pels seus propietaris, 126 estaven llogats i ocupats pels llogaters i 31 estaven cedits a títol gratuït; 2 tenien una cambra, 19 en tenien dues, 57 en tenien tres, 89 en tenien quatre i 326 en tenien cinc o més. 395 habitatges disposaven pel capbaix d'una plaça de pàrquing. A 218 habitatges hi havia un automòbil i a 229 n'hi havia dos o més.

### Piràmide de població
La piràmide de població per edats i sexe el 2009 era:
| Homes | Edats   | Dones |
| ----- | ------- | ----- |
| 0     | 95 o +  | 8     |
| 0     | 90 a 94 | 8     |
| 12    | 85 a 89 | 20    |
| 8     | 80 a 84 | 20    |
| 16    | 75 a 79 | 28    |
| 20    | 70 a 74 | 16    |
| 24    | 65 a 69 | 12    |
| 20    | 60 a 64 | 12    |
| 16    | 55 a 59 | 20    |
| 40    | 50 a 54 | 40    |
| 48    | 45 a 49 | 40    |
| 44    | 40 a 44 | 64    |
| 48    | 35 a 39 | 60    |
| 40    | 30 a 34 | 40    |
| 40    | 25 a 29 | 36    |
| 36    | 20 a 24 | 24    |
| 68    | 15 a 19 | 100   |
| 48    | 10 a 14 | 52    |
| 52    | 5 a 9   | 52    |
| 56    | 0 a 4   | 36    |

## Economia
El 2007 la població en edat de treballar era de 872 persones, 655 eren actives i 217 eren inactives. De les 655 persones actives 592 estaven ocupades (321 homes i 271 dones) i 63 estaven aturades (27 homes i 36 dones). De les 217 persones inactives 65 estaven jubilades, 84 estaven estudiant i 68 estaven classificades com a «altres inactius».

### Ingressos
El 2009 a Colombey-les-Belles hi havia 513 unitats fiscals que integraven 1.340 persones, la mediana anual d'ingressos fiscals per persona era de 16.166,5 €.

### Activitats econòmiques
Dels 70 establiments que hi havia el 2007, 1 era d'una empresa extractiva, 5 d'empreses alimentàries, 2 d'empreses de fabricació d'altres productes industrials, 10 d'empreses de construcció, 13 d'empreses de comerç i reparació d'automòbils, 3 d'empreses de transport, 4 d'empreses d'hostatgeria i restauració, 4 d'empreses financeres, 2 d'empreses immobiliàries, 8 d'empreses de serveis, 14 d'entitats de l'administració pública i 4 d'empreses classificades com a «altres activitats de serveis».
Dels 24 establiments de servei als particulars que hi havia el 2009, 1 era una oficina d'administració d'Hisenda pública, 1 gendarmeria, 1 oficina de correu, 1 una oficina bancària, 1 funerària, 1 taller de reparació d'automòbils i de material agrícola, 2 paletes, 4 guixaires pintors, 2 fusteries, 1 lampisteria, 1 electricista, 2 perruqueries, 3 veterinaris, 2 restaurants i 1 tintoreria.
Dels 4 establiments comercials que hi havia el 2009, 3 eren fleques i 1 una fleca.
L'any 2000 a Colombey-les-Belles hi havia 4 explotacions agrícoles.

## Equipaments sanitaris i escolars
L'únic equipament sanitari que hi havia el 2009 era una farmàcia.
El 2009 hi havia una escola elemental. Colombey-les-Belles disposava d'un col·legi d'educació secundària amb 369 alumnes.

## Poblacions més properes
El següent diagrama mostra les poblacions més properes.